# Et bonjour à toi l'artiste
"Et bonjour à toi l'artiste" (E um bom dia para ti artista" foi a canção francesa no Festival Eurovisão da Canção 1975, interpretada em francês por Nicole Rieu. A canção tinha letra e música de Pierre Delanoë e de Jaff Barnel, a orquestração esteve a cargo de Jean Musy.
A canção foi a terceira a ser interpretada na noite do festival, depois da canção irlandesa "That's what friends are for" e antes da canção alemã "Ein Lied Kann Eine Brücke Sein", interpretada por Joy Fleming. A cançaõ francesa terminou em quarto lugar (entre 18 países participantes), tendo recebido um total de 91 pontos.
A canção é uma balada, com Rieu cumprimentando "O/a grande artista" e e lembrando-lhe que é tempo de fazer o quadro. O artista é também descrito como um autor, um ilusionista e um ator.